# Carisoprodol
O carisoprodol (em latim: carisoprodolum) é um fármaco utilizado pela medicina como relaxante muscular de ação central. O medicamento começa a fazer efeito em aproximadamente 30 minutos de sua administração, com duração de 4 a 6 horas.
É comumente utilizado no tratamento de reumatismo, osteoartrites, lombalgia, artrite reumatoide, e como coadjuvante em processos inflamatórios decorrentes de quadros infecciosos moderados à graves. 

## Administração
A dose recomendada é de 350 mg por via oral, três vezes ao dia e ao deitar. Assim como os benzodiazepínicos, causa sensação de bem estar, sedação e tranquilidade que pode ser viciante. Pelo potencial de abuso como droga recreativa e pelo desenvolvimento de tolerância deve-se restringir seu uso, frequentemente psiquiatras limitam seu uso a seis meses, mas não há uma regra definida.

## Mecanismo de ação
Carisoprodol age interrompendo algumas comunicações neurais da via de percepção de dor dentro da formação reticular e da medula espinhal. A inibição dessas duas vias produz sedação e reduz a percepção da dor. Alguns autores estimam que a maior parte dos benefícios observados com carisoprodol é secundária a um efeito sedativo.

## Contra-indicações e precauções
- Alergias ao princípio ativo
- Na disfunção renal e hepática
- Porfiria intermitente aguda
- Concomitância com uso de psicotrópicos depressores do sistema nervoso central

## Efeitos colaterais
Os efeitos mais comuns são sonolência e tonturas. Também pode causar letargia, tremores, insónia, agitação, irritabilidade, dores de cabeça, depressão e síncope(desmaio). Reações sistêmicas incluem fraqueza, tonturas, ataxia, perda temporária da visão, confusão, midríase, agitação e desorientação.

## Uso na gravidez
Diversos estudos realizados em animais demonstram que o medicamento pode atravessar a placenta, além de passar para o leite materno em grandes concentrações. A avaliação nestes casos compete ao médico, pois só pode ser utilizado na gravidez caso o benefício gerado pela administração do medicamento supere o risco que ele acarreta ao ser utilizado. Categoria de risco C e é excretado no leite materno.

## Superdosagem
Na superdosagem, ocorre risco de morte. Provoca depressão no sistema nervoso central, além de interagir potencializando efeitos de outras drogas depressoras como o álcool e psicotrópicos.